# Charlotte Kool
Charlotte Kool, född 6 maj 1999 i Blaricum, är en nederländsk professionell landsvägscyklist.

## Karriär
Kool har cyklat professionellt sedan 2020. Bland hennes meriter kan nämnas en etappvinst i La Vuelta Femenina år 2023. Samma år vann hon totalsegern i RideLondon Classique.